# Fratelli Miladinov
Dimitar Miladinov (Struga, 1810 – Istanbul, 23 gennaio 1862) e 
Konstantin Miladinov (Struga, 1830 – Istanbul, 18 gennaio 1862), meglio noti come i fratelli Miladinov, furono due poeti e folkloristi originari della Macedonia: sono stati importanti sia per la letteratura bulgara sia per quella macedone.

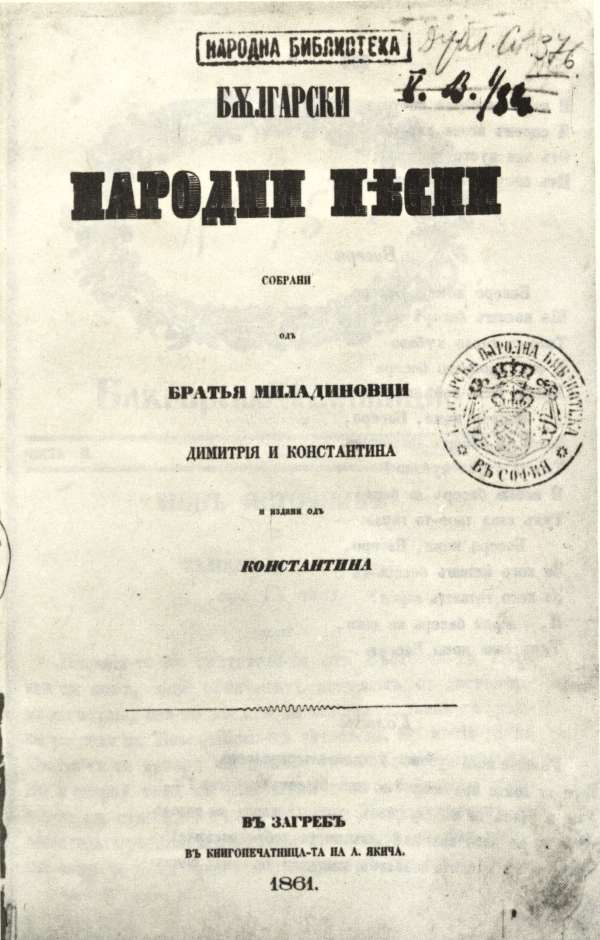
Copertina originale della raccolta di Tradizionali ballate bulgare, che costituisce la loro opera principale

Sebbene loro stessi si definissero bulgari e abbiano contribuito al risorgimento bulgaro, diversi critici macedoni, privilegiando i natali, li considerano gli iniziatori della letteratura macedone. Tuttavia, il titolo della loro opera principale è Ballate bulgare tradizionali. Allo stesso tempo, temendo il sorgere di sentimenti patriottici nei macedoni, il governo jugoslavo censurò le Ballate: quando poi, nel 1983, ci fu la prima edizione macedone dell'opera, ogni riferimento alla Bulgaria venne volontariamente omesso.
Semplicemente, si può accettare che nacquero entrambi sotto l'Impero ottomano.

## Biografia

### Konstantin, il minore

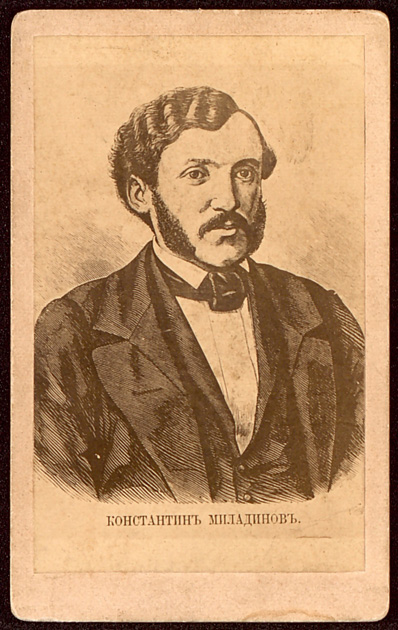
Konstantin, il minore

Di Konstantin, il minore, si ricorda anche la poesia Taga za Jug (qui per il testo in Bulgaro: Taga za Jug), che scrisse in Russia spinto dalla nostalgia e dalla malattia - la traduzione inglese del titolo, Longing for the south (Aspirando al sud), suggerisce una sforzo fisico e ideale in direzione del sud - della terra natale: la sua lettura costituisce, infatti, l'apertura del Festival della poesia di Struga. Konstantin è il primo poeta lirico della letteratura macedone.
Konstantin, essendo il minore, risentì della morte del padre e dell'assenza del suo supporto economico: fu infatti Dimitar il suo principale educatore ed insegnante. Tuttavia, grazie all'appoggio del fratello e anzi su suo suggerimento, poté studiare Letteratura all'università di Atene. Nel 1856 partì per la Russia, ma già ad Odessa aveva finito i soldi; tuttavia, la locale comunità bulgara si organizzò per finanziarlo fino a Mosca. Lì frequentò l'università per approfondire le sue conoscenze di letteratura slava. Divenne così filologo.
Dalla Russia, Konstantin, forte delle sue conoscenze filologiche, aiutò il fratello a raccogliere materiale per le Ballate. Grazie all'interessamento del vescovo-mecenate Josip Strossmayer, l'opera fu poi pubblicata in Croazia - all'epoca parte dell'Impero austro-ungarico - nel 1860. Konstantin, entusiasta, saputo che il vescovo si sarebbe recato a Vienna, partì per l'Austria per conoscerlo dal vivo.
Quando Dimitar fu sospettato e arrestato - Konstantin era a Belgrado - con l'accusa di spionaggio, si recò ad Istanbul - dov'era stato portato - ma finì arrestato a sua volta. Nonostante l'interessamento di Strossmayer - che fece quanto in suo potere per salvare i fratelli -, la loro pena non fu commutata in alcun modo. Non è chiaro se furono messi nella stessa cella.

### Dimitar, il maggiore
Dimitar è stato il primogenito della famiglia: essendo ancora in vita il padre, poté studiare in Grecia e diventare insegnante, anche se poi dovette trasferirsi in Albania, per ragioni economiche, e lavorare nella camera di commercio della città di Durazzo. Come insegnante, ampliò il repertorio di materie, includendo quelle classiche come la Filosofia e il Greco antico.
Trasferitosi a Kilkis, in Grecia, per insegnare, si distinse nella vita sociale della cittadina opponendosi ai mercanti fanarioti. Kilkis si trova oggi nella regione della Macedonia Centrale - sempre in Grecia - e tuttavia Dimitar ottenne che la messa nella locale chiesa ortodossa fosse in antico slavo ecclesiastico. Nel 1859 venne a sapere che a Ocrida era stato re-introdotto il patriarcato bulgaro e così lasciò Kilkis entusiasta. A Ocrida tradusse la Bibbia in Bulgaro - oggi c'è chi dice che possa essere considerato Macedone.
Nel 1860 cercò di introdurre il Bulgaro nella scuola greca di Prilep, in Macedonia, scatenando reazioni violente. Scrivendo all'amico Tsarigradski Vestnik osservava che, tuttavia, in tutta la provincia di Ocrida non c'erano che poche famiglie greche, mentre tutto il resto del popolo era puramente bulgaro. Lo scandalo fu tale che il vescovo greco Miletos denunciò Dimitar come agente russo - le tensioni tra ottomani e russi erano forti sin dai tempi della Guerra di Crimea - e fu poi accusato di diffondere il panslavismo: per questo, fu imprigionato e trasferito a Istanbul.

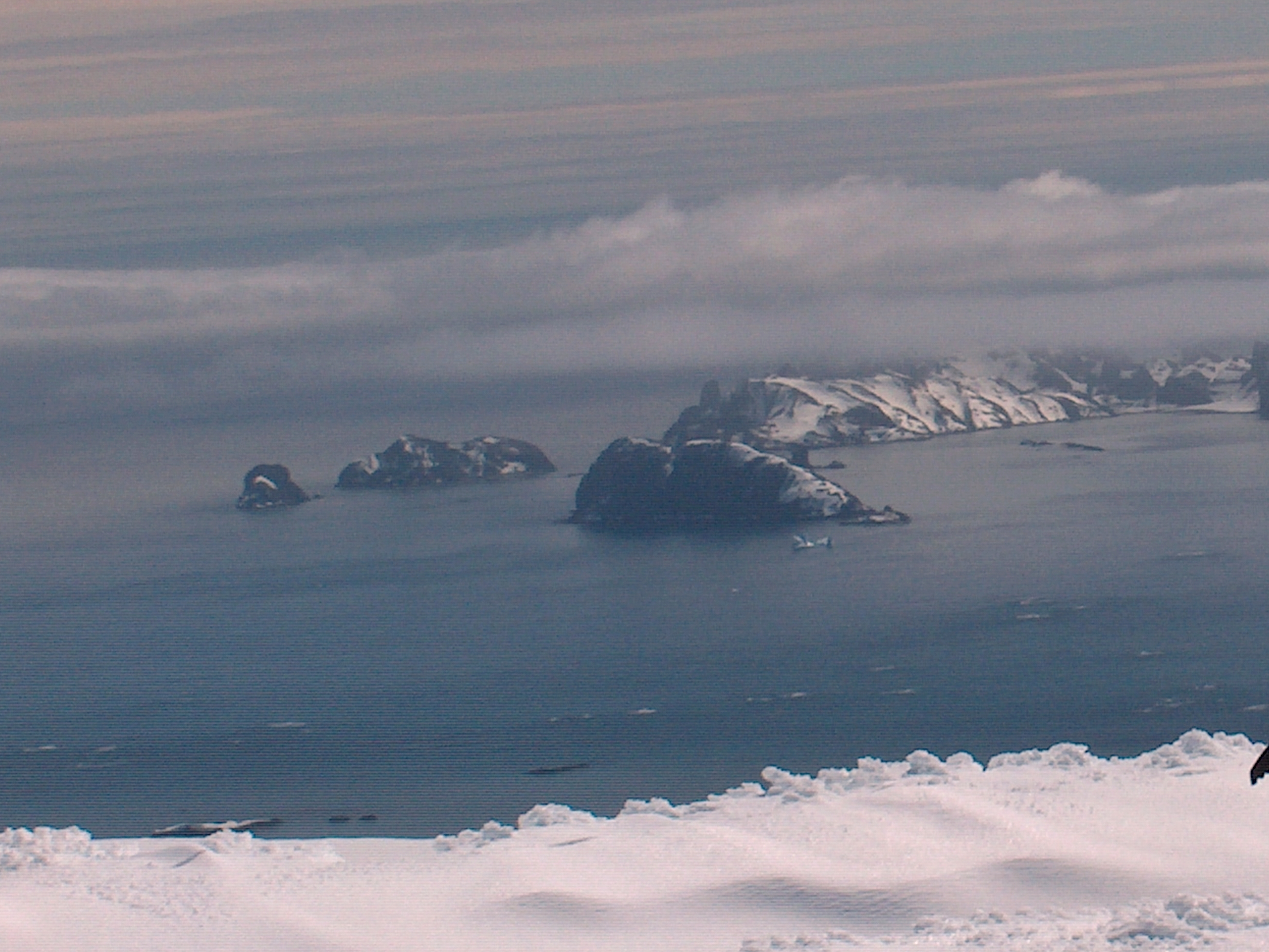
Ai fratelli Miladinov sono intitolati due isolotti rocciosi posti a nord-est dell'Isola Livingston, in Antartide.

Raggiunto da Konstantin, si ammalarono entrambi di tifo - tuttavia, è ignoto se fossero stati costretti nella medesima cella e quindi se si trattò di "contagio fraterno" - e di questo morirono poco dopo.